# Alhendín
Alhendín est une municipalité de la province de Grenade en Espagne.

## Géographie
Alhendín est situé sur la partie méridionale de la Vega de Grenade ou la partie orientale de la province de Grenade. Cette commune est traversée par le río Dílar, et se trouve limitrophe avec les municipalités de Armilla, Ogíjares, Villa de Otura, El Padul, Jayena, Agrón, Escúzar, La Malahá, Las Gabias et Churriana de la Vega.